# Semaeomyia troglodytes
Semaeomyia troglodytes är en stekelart som först beskrevs av Jean-Jacques Kieffer 1910.  Semaeomyia troglodytes ingår i släktet Semaeomyia och familjen hungersteklar. Inga underarter finns listade i Catalogue of Life.